# Utö (Finland)
Utö is een eiland in de Scherenzee in de Oostzee in de Finse gemeente Pargas. Het is het meest zuidelijke eiland van Finland dat het gehele jaar door bewoond is. Utö heeft een oppervlakte van 0,81 vierkante kilometer en een inwonertal van ongeveer 40 mensen (2005).

## Naam
De naam van het eiland betekent "buitenste eiland" in Het Zweeds.

## Beschrijving
Het eiland heeft een vuurtoren, de Vuurtoren van Utö, een loodsstation, een kleine gastenhaven, een winkel en een postkantoor. Het eiland is ook bekend van de weerswaarnemingen waarmee men in 1881 begon. Door de afgelegen ligging van het eiland heeft het eiland een eigen school. Vroeger (tot in 2005) werd het eiland ook gebruikt door de Finse strijdkrachten die er een klein station hadden. 
Het eiland werd in september 1994 gebruikt als reddingsstation met de veerbootramp met de Estonia.

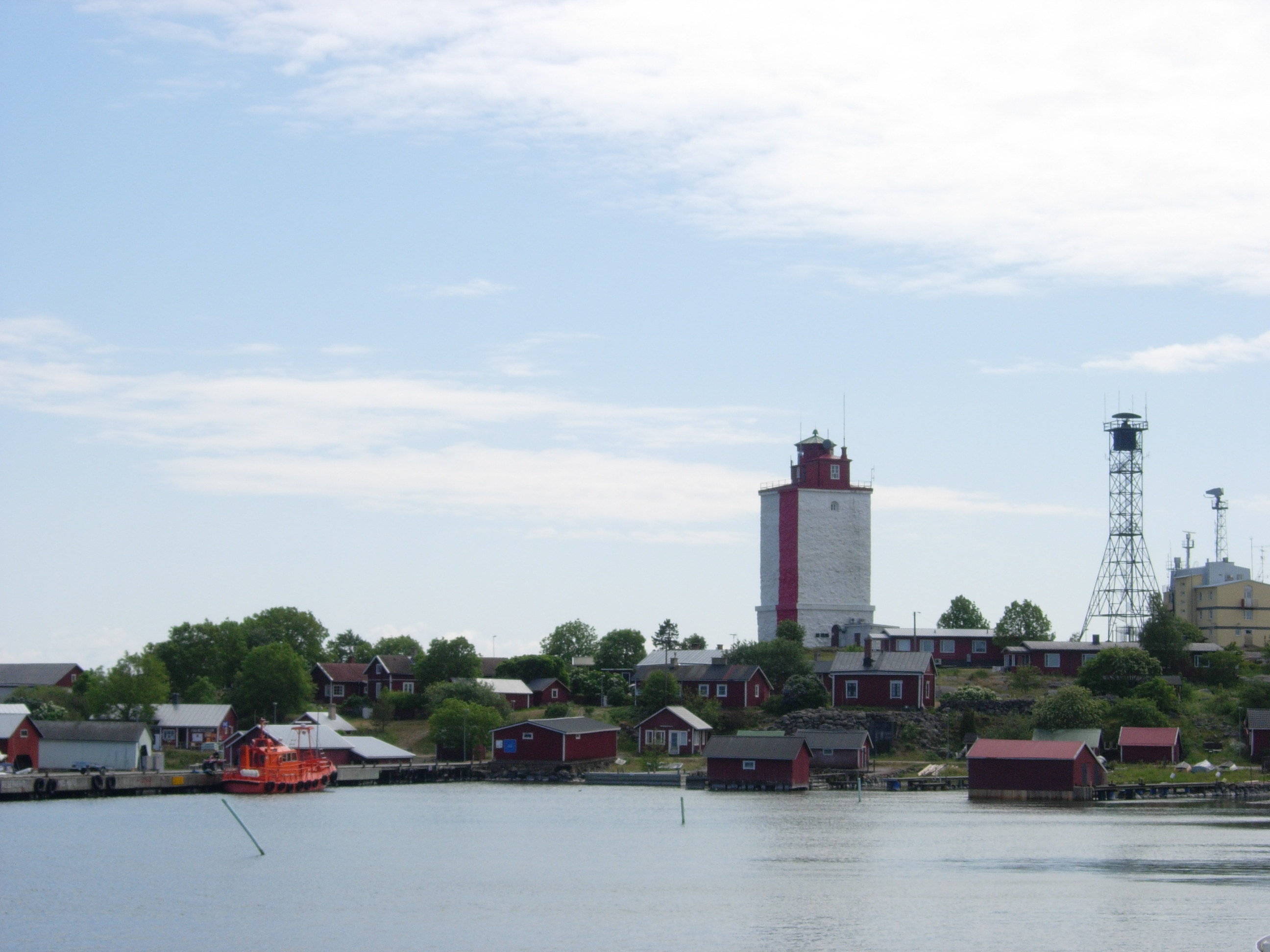
Haventje, vuurtoren en radarstation
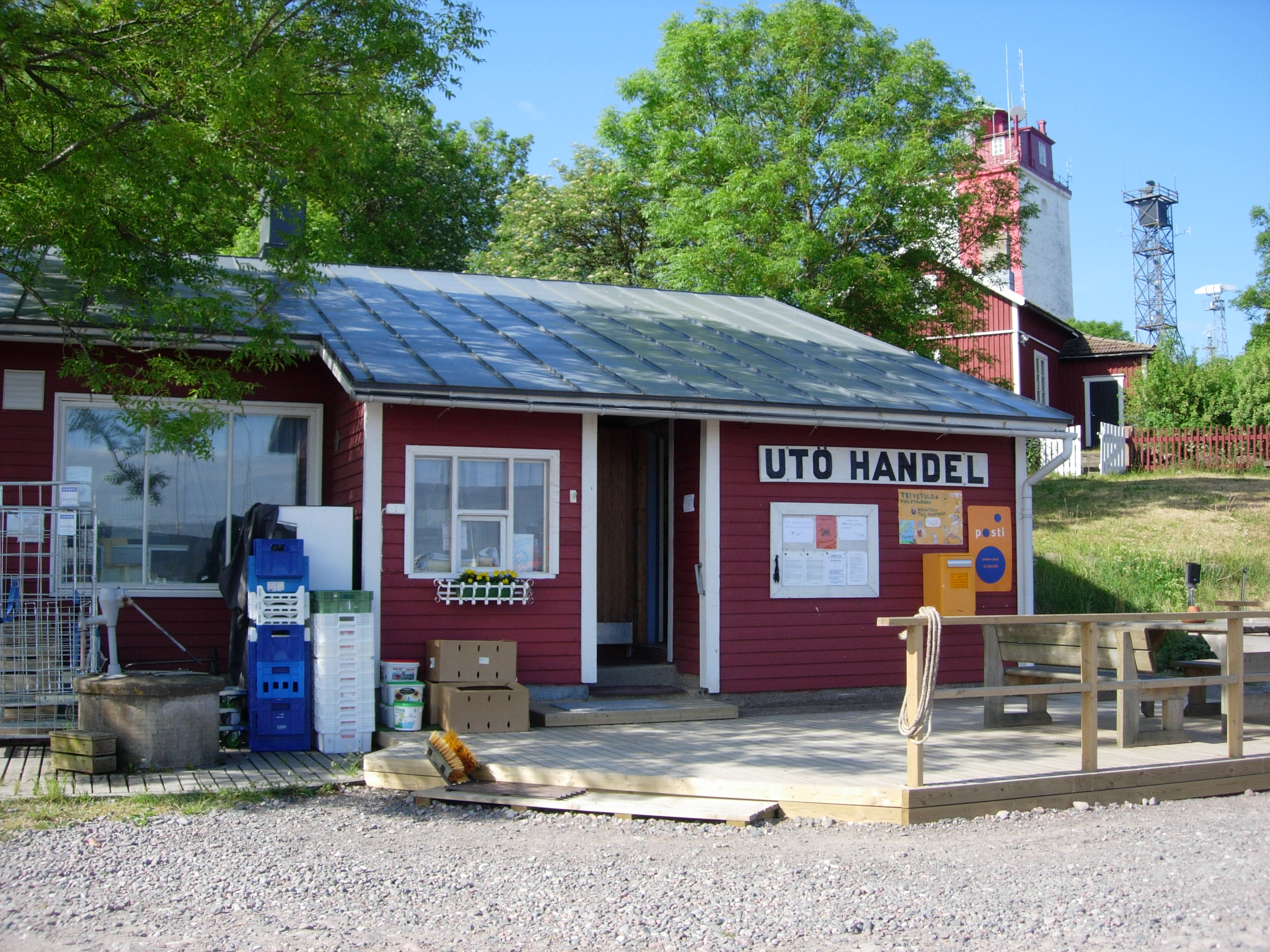
Winkel
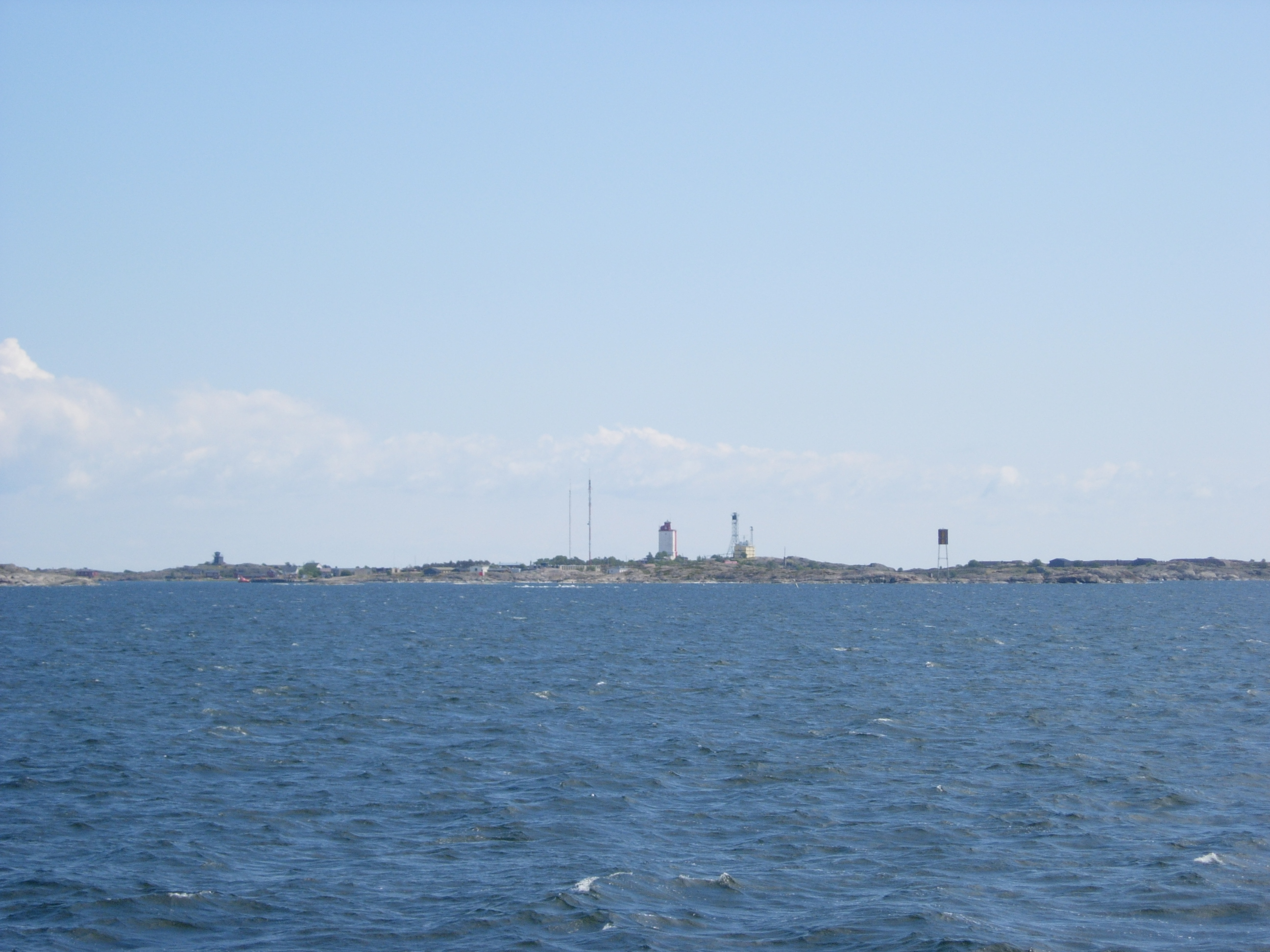
Gezien vanaf zee